# Посторонний (фильм, 1967)
«Посторонний» (итал. Lo straniero) — кинофильм итальянского режиссёра Лукино Висконти, вышедший на экраны в 1967 году. В основу ленты положен одноимённый роман (1942) французского писателя и философа-экзистенциалиста Альбера Камю. В главных ролях задействованы Марчелло Мастроянни и Анна Карина. Картина принимала участие в Венецианском кинофестивале (1967) и была номинирована на премию «Золотой глобус» (1968) в категории «Лучший фильм на иностранном языке».

## Сюжет
Действие картины происходит в 1930-е годы во Французском Алжире. Повествование ведётся от лица мелкого клерка по имени Мерсо (Марчелло Мастроянни) и состоит из нескольких эпизодов. Эпизод первый. Поездка Мерсо на похороны матери, где он, по мнению, окружающих, не выразил должным образом чувство утраты. Эпизод второй. На следующий день после похорон Мерсо на пляже начинает отношения с бывшей коллегой (Анна Карина), которую не любит. Эпизод третий. Отношения Мерсо с глупым и агрессивным соседом с преступными наклонностями и их совместная поездка на море, во время которой Мерсо совершенно бессмысленно убивает араба. Единственным побудительным мотивом его поступка стали потеря контроля над собой вследствие жары и выпитого алкоголя, а также элементарная цепь случайностей (непреднамеренная встреча, блеснувший нож в руке у араба, пистолет в кармане у Мерсо). Эпизод четвёртый. Арест Мерсо и суд, во время которого его обвиняют и осуждают на смертную казнь не столько за то, что он убил человека, сколько за то, что он вёл себя не так, как положено на похоронах матери.

## В ролях
- Марчелло Мастроянни — Артур Мерсо
- Анна Карина — Мари Кардона
- Бернар Блие — адвокат
- Жорж Вильсон — прокурор
- Бруно Кремер — священник
- Пьер Бертен — судья
- Жорж Жере — Раймон
- Анджела Луче – мадам Мэйсон

## Художественные особенности и анализ
Картина довольно точно следует сюжету книги. Через серию эпизодов Висконти раскрывает личность Мерсо — интеллигентного, незлобного и искреннего в своих проявлениях человека, который при этом лишён некоторых устоявшихся представлений о жизненных целях и средствах их достижения и не желает следовать сложившимся нормам поведения. Он абсолютно равнодушен к жизни как таковой — никого не любит, никому не сочувствует, не имеет никаких карьерных амбиций, не интересуется ни политикой, ни искусством, ни судьбами людей вокруг него. Он вообще ничего не хочет делать, кроме самых элементарных вещей, без которых невозможно прожить (примитивная работа ради денег, секс без любви и самый примитивный досуг) и, как правило, реагирует только на внешние раздражители. Не верит он и в Бога, и в загробный мир, и даже отказывается от последнего причастия, считая это пустой тратой своего личного времени. К смерти он относится так же равнодушно, как и к жизни, утверждая, что умрут в итоге все, вопрос лишь в том — раньше или позже. Вместе с тем, такая ситуация позволяет ему обладать большей степенью свободы — ни от кого не зависеть и быть полностью предоставленным самому себе. Он не испытывает никаких неудобств даже в одиночной камере и мог бы жить там и дальше, если бы не абсурдность правосудия, вопреки элементарной юридической логике приговорившей его к смертной казни по сути за то, что он не плакал на похоронах матери.
Для Висконти этот фильм, возможно, не стал самым лучшим в его режиссёрской карьере, однако, все равно оказался чрезвычайно высокого качества. Марчелло Мастроянни убедительно предстал в образе замкнутого на себя апатичного героя, а роль влюблённой в него красавицы удачно сыграла Анна Карина, прославившаяся главными ролями в лучших фильмах Жана-Люка Годара первой половины 1960-х годов. В отличной минималистской картинке доминирует залитый солнцем алжирский приморский пейзаж и однотонные, очень скупые на детали интерьеры. Повествование, как и в книге, ведётся от первого лица, очень много используется закадровый голос, что в данном случае является скорее достоинством, создавая впечатляющее исповедально-мрачное художественное полотно в духе Робера Брессона.

## Фильмы по произведениям Альбера Камю
По произведениям Камю было снято ещё несколько фильмов, не имевших особого резонанса. Наиболее значимые среди них — турецкий фильм «Язги (Рок)» (2001) также по мотивам романа «Посторонний», «Чума» (1992) с участием Уильяма Херта и Сандрин Боннер, а также «Первый человек» (2011) Джанни Амелио.